# Host Controller Interface
Host controller interface (HCI), em português interface controladora de hospedeiro, é uma interface de nível de registrador que permite que um controlador de hospedeiro para hardware USB ou FireWire se comunique com um driver controlador de hospedeiro em software. O software de driver é normalmente fornecido com um sistema operacional de um computador pessoal, mas também pode ser implementado por dispositivos específicos de aplicação como um microcontrolador.
Nos controladores de placas de expansão ou de placas-mãe, isto envolve muita lógica personalizada, com mecanismos de lógica digital no chip controlador da placa-mãe, além de circuitos analógicos que gerenciam os sinais diferenciais de alta velocidade. No lado do software, requer um driver de dispositivo (chamado de Host Controller Driver ou HCD).

## FireWire

### Open Host Controller Interface (Interface Aberta Controladora de Hospedeiro)
Open Host Controller Interface (OHCI[ligação inativa]) é um padrão aberto.
Quando aplicado a uma placa FireWire (IEEE 1394), o OHCI significa que a placa suporta uma interface padrão para o PC e pode ser usada pelos drivers FireWire OHCI que vêm com todos os sistemas operacionais modernos. Devido à placa possuir uma interface OHCI padrão, o SO não precisa saber com exata antecedência quem fabrica a placa ou como ela trabalha. Pode-se assumir seguramente que a placa entende o conjunto de comandos bem-definidos que são definidos no protocolo padrão.

## USB

### Open Host Controller Interface (Interface Aberta Controladora de Hospedeiro)
O padrão Open Host Controller Interface (OHCI) para USB é semelhante ao padrão OHCI para FireWire, mas suporta apenas USB 1.1 (altas e baixas velocidades). Desta forma, como um resultado, da sua interface de registro parece completamente diferente. Comparado com UHCI, move-se mais inteligência para o controlador, e, portanto, é muito mais eficiente; isso fazia parte da motivação para defini-la. Se um computador fornece não-x86 USB 1.1, ou x86 USB 1.1 de um controlador USB que não faz parte de um Intel ou um chipset VIA, ele provavelmente usa OHCI (por exemplo OHCI é comum em add-in PCI Cards baseada em um chipset NEC ). Ele tem muitos menos restrições de propriedade intelectual do que UHCI. Ele só suporta memória endereçamento de 32 bits, pelo que requer uma IOMMU ou um buffer de salto computacionalmente caro para trabalhar com um sistema operacional de 64 bits. interfaces de OHCI para o resto do computador apenas com E/S de mapeamento de memória.